# Margot Boer
Margot Madeleine Boer (ur. 7 sierpnia 1985 w Woubrugge) – holenderska łyżwiarka szybka, dwukrotna brązowa medalistka olimpijska oraz trzykrotna medalistka mistrzostw świata.

## Kariera
Specjalizuje się w dystansach sprinterskich. Pierwszy sukces w karierze osiągnęła w 2009 roku, kiedy zdobyła brązowy medal w biegu na 1000 m podczas dystansowych mistrzostw świata w Vancouver. W zawodach tych wyprzedziły ją jedynie Kanadyjka Christine Nesbitt oraz Niemka Anni Friesinger. W tym samym roku była też czwarta na mistrzostwach świata w wieloboju sprinterskim w Moskwie, przegrywając walkę o podium z Chinką Yu Jing. W 2010 roku wzięła udział w igrzyskach olimpijskich w Vancouver, gdzie dwukrotnie otarła się o podium. W biegach na 500 i 1500 m zajmowała czwarte miejsce, w pierwszym przypadku w walce o medal lepsza była Chinka Wang Beixing, a w drugim Czeszka Martina Sáblíková. Kolejny medal zdobyła na mistrzostwach świata w wieloboju sprinterskim w Heerenveen w 2011 roku, gdzie była trzecia za Christine Nesbitt i swą rodaczką Annette Gerritsen. Brązowy medal zdobyła także w biegu na 1000 m na dystansowych mistrzostwach świata w Heerenveen. igrzyska olimpijskie w Soczi w 2014 roku przyniosły jej dwa brązowe medale. Najpierw zajęła trzecie miejsce za Lee Sang-hwa z Korei Południowej i Rosjanką Olgą Fatkuliną w biegu na 500 m. Dwa dni później trzecia była także na dwukrotnie dłuższym dystansie, tym razem ulegając Chince Zhang Hong i kolejnej Holenderce, Ireen Wüst.
Wielokrotnie stawała na podium zawodów Pucharu Świata, odnosząc przy tym dwa zwycięstwa. Najlepsze wyniki osiągnęła w sezonach 2008/2009 i 2009/2010, kiedy zajmowała drugie miejsce w klasyfikacji końcowej 500 m. W sezonie 2010/2011 była trzecia w tej samej klasyfikacji. Ponadto w sezonie 2009/2010 była druga, a w sezonie 2010/2011 trzecia w klasyfikacji 1000 m.
Boer jest również wielokrotną medalistką mistrzostw kraju. W sprincie triumfowała w latach 2009, 2011, 2012 i 2014. Na dystansie 500 metrów zwyciężała w latach 2007, 2011 i 2014.